# Enno Cheng
Enno Cheng es una escritora, actriz y cantautora indie taiwanesa. Forma parte de la banda Chocolate Tiger (猛虎巧克力) además de actuar y lanzar álbumes en solitario. Es hija del director de cine Cheng Wen-tang, con quien ha colaborado escribiendo guiones y bandas sonoras cinematográficas, además de actuar en sus películas.

## Trayectoria
Asistió a la Universidad de Tamkang y se especializó en chino. En 2007, apareció por primera vez en la industria cinematográfica en la película Summer's Tail, donde interpretó al personaje principal Yvette Chang. También compuso y escribió para la película. Su actuación fue elogiada en The Hollywood Reporter, aunque la película en sí fue criticada. En 2009, interpretó a Wen, una betel nut beauty, en la película Tears.
En 2009, Cheng posó para el fotógrafo Clive Arrowsmith como parte de la campaña "T for Tibet", en la que se fotografió a celebridades formando la letra "T" con sus manos, junto con otros músicos taiwaneses de Fire EX., Panai Kusui y Chthonic. En julio de 2011, White Wabbit Records lanzó su álbum debut "Neptune" (海王星).
En 2013, Cheng se casó con Sam Yang, el cantante principal de la banda Fire EX. En 2016 se divorciaron amistosamente, momento en el que Cheng anunció que era lesbiana.
El 30 de agosto de 2019 en Kuala Lumpur fue parte de un intercambio musical oficial encabezado por el Ministerio de Cultura de Taiwán entre Taiwán y Malasia, junto con la banda de math rock Elephant Gym, la cantante aborigen de Formosa Chalaw Passiwali y la banda malaya Pastel Lite.
En 2020, estaba previsto su actuación en el festival SXSW, pero el evento se canceló debido al brote de la pandemia de COVID-19 en los Estados Unidos. También debido al COVID-19, Cheng realizó una actuación de forma remota para la inauguración del segundo mandato de la presidenta Tsai Ing-wen.
En mayo de 2020, grabó una canción para el álbum T-POP: No Fear In Love, un álbum recopilatorio que celebra el primer aniversario de la legalización del matrimonio entre personas del mismo sexo en Taiwán, junto con otros artistas como 9m88.

## Reconocimientos
En 2009, fue nominada al premio a Mejor Artista Revelación en los 44º Premios Golden Horse por su papel en la película Summer's Tail. En 2023, Cheng ganó el premio a Mejor Cantante Femenina en Taiwán y Mejor Álbum en Taiwán en los 34.º Premios Golden Melody.